# П'яна курка
П'яна курка — спосіб приготування курки з використанням алкогольних напоїв. Різновиди цієї страви зустрічаються в Китаї, Греції та Латинській Америці.

## Китай
В китайській кухні є багато різних способів приготування п'яної курки (кит.: 醉鸡).
- Одна широко відома і дуже популярна версія, Шаосін, виникла в провінції Чжецзян на сході Китаю[1]. П'яне курча/курку Шаосін готують і маринують в старовинному вині Шаосін, традиційному китайському вині з ферментованого рису, щоб надати йому насичений смак[1].
- В іншому варіанті страви цілу курку спочатку готують на парі, а потім нарізають на шматочки відповідного розміру, щоб їх можна було взяти паличками для їжі. М'ясо, приготоване на парі, разом з соком готується з цибулею, імбиром та сіллю. Після того, як курка приготовлена, її маринують в китайському вині, хересі або дистильованому напої, такому як віскі, на ніч в холодильнику. Курку подають охолодженою, часто в якості закуски або аппетайзера. Крім м'яса зі смаком алкоголю, ще однією особливістю страви є наявність желатину зі смаком алкоголю, який одержують через охолодження суміші алкоголю та м'ясної підливи.

## Греція
П'яне курча (грец. Μεθυσμένο κοτόπουλο) — це страва існує в безлічі варіацій в тавернах Греції та Кіпру. Базовий рецепт, який подають як мезе або основну страву, складається з курячих грудок, замаринованих в алкоголі (зазвичай узо), обсмажених, а потім тушкованих в маринаді.

## Латинська Америка
В аргентинській, чилійській та мексиканській версії ця страва називається pollo borracho, і, як правило, включає зелені та чорні оливки й корицю.